# Centro de Referência de Assistência Social
O Centro de Referência de Assistência Social (CRAS) do Brasil é uma unidade responsável pela oferta de serviços de proteção básica do Sistema Único de Assistência Social (SUAS), nas áreas de vulnerabilidade e risco social. É a principal porta de entrada para os serviços do SUAS, possibilitando o acesso a um grande número de famílias à de proteção social de assistência social.
Para se ter direito ao LOAS é preciso que os interessados tenham uma renda familiar abaixo de ¼ do salário mínimo para cada membro familiar. Essa renda é vista com relatividade pela Justiça porque ela considera mesmo o comprovante da condição de miserabilidade. Além disso, o idoso não pode ter nenhum outro benefício ou aposentadoria.

## Histórico
OS CRAS foram criados em 2004 no âmbito da Política Nacional de Assistência Social (PNAS) do Ministério do Desenvolvimento Social e Combate à Fome (MDS) do Governo Federal como unidades públicas de base municipal integrantes do Sistema Único da Assistência Social (SUAS). OS CRAS devem estar localizados nas áreas com maiores índices de vulnerabilidade e risco social.

## Objetivo
O CRAS - Centro de Referência de Assistência Social - tem como objetivo prevenir a ocorrência de situações de vulnerabilidade e riscos sociais nos territórios, por meio de desenvolvimento de potencialidades e aquisições, do fortalecimento de vínculos familiares e comunitários, e da ampliação do acesso aos direitos de cidadania.

## Funções do CRAS
O CRAS diferencia-se das demais unidades de assistência social pois desempenha as funções de gestão da proteção básica no seu território e oferta o Programa de Atenção Integral à Família - PAIF e o Serviço de Convivência e Fortalecimento de Vínculos (SCFV), além de orientar os cidadãos sobre os benefícios assistenciais e promover sua inscrição no Cadastro Único para Programas Sociais do Governo Federal.
É função do CRAS junto com sua equipe articular a rede socioassistencial de proteção social básica referenciada ao CRAS, promover a articulação intersetorial e a busca ativa, todas realizadas no território de abrangência do CRAS.
A equipe do Cras pode apoiar ações comunitárias, através de palestras, campanhas e eventos, bem como atuar junto à comunidade na construção de soluções para o enfrentamento de problemas comuns.
De acordo com o Censo de 2022 do Sistema Único de Assistência Social (Suas), há 8.557 Centros de Referência no Brasil.